# Colón (Panamá)
Colón é uma cidade do Panamá, na extremidade do Caribe no canal do Panamá. É a segunda maior cidade no Panamá. Foi fundada no término da ferrovia do Panamá, em 1850. O assentamento foi primeiramente nomeado de Aspinwall, em homenagem a William Aspinwall, um dos fundadores da ferrovia do Panamá. Em 1890, governo do Panamá renomeou a cidade para Colón, a forma hispanizada de Colombo. 
Colón é um porto importante, um centro comercial, e um destino para turistas. Foi feito a uma zona do comércio livre em 1953 e é o porto "duty-free" o um dos maiores do mundo (a atração principal dos turistas).